# Fulgencia Romay
Fulgencia Romay, född den 16 januari 1944 i Luyanó, Kuba, är en kubansk före detta friidrottare inom kortdistanslöpning.
Hon tog OS-brons på 4 x 100 meter vid friidrottstävlingarna 1972 i München. 